# Saneatsu Mushanokōji
Saneatsu Mushanokōji (武者小路 実篤(實篤) Mushanokōji Saneatsu?,  12 de mayo de 1885 – 9 de abril de 1976) fue un novelista japonés, dramaturgo, poeta, artista, y uno de los filósofos más activos durante el periodo Taishō y Shōwa japoneses. Aunque más tarde cambió su apellido a Mushakōji, generalmente es conocido por su nombre anterior, Mushanokōji. Este apodo viene de Musha, y Futo-o, utilizado por sus compañeros de profesión.

## Vida temprana
Nacido en Kōjimachi, Chiyoda, Tokyo, Saneatsu fue el octavo hijo de Viscount Mushanokōji Saneyo, quién murió cuándo Saneatsu tenía dos años. Criado, principalmente, por su madre. Saneatsu fue débil y enfermizo en su juventud, incapaz de competir en las actividades físicas en la escuela de Gakushūen. Durante su estancia en esta escuela mantiene amistad con Shiga Naoya, y, también en este periodo, su tío le acercó la Biblia y los trabajos de Tolstoy. Saneatsu se matriculó posteriormente en el departamento de sociología de la universidad imperial de Tokio: Tokyo Universidad Imperial, pero, sin graduarse, la dejó en 1907 para formar un grupo literario con Kinoshita Rigen, Shiga Naoya, Arishima Takeo, y Ogimachi Kinkazu (ja:正親町公和). Nombraron al grupo como Jūyokkakai (El club del día catorce). Este grupo evolucionó al conocido como Shirakaba (Abedul Blanco), publicaron una revista literaria del mismo nombre en 1910.

## Carrera literaria
Tras sus primeras publicaciones desde la revista en 1910 y 1912, Mushanokōji empezó apartarse del ideal de autosacrificio de Tolstoi y promovió su filosofía humanista como una alternativa a la forma entonces tan popular de naturalismo. Aunque su humanismo tomó prestado algunos elementos del naturalismo, en general, él pensaba que la humanidad controlaba su propio destino a través de la aserción de la voluntad, mientras que los naturalistas tendían a ver el individuo impotente ante fuerzas superiores al mismo. 
Con el estallido de la Primera Guerra Mundial, Mushanokōji giró otra vez a Tolstoy para inspirarse, y para su posterior desarrollo de filosofía humanitarista. Durante este tiempo, publicó Esa hermana その妹 (1915), una obra de teatro que juega con la elección entre el amor propio y el amor hacia la humanidad. En este periodo se mudó a Abiko, Chiba, en 1916, junto con Shiga Naoya y Yanagi Sōetsu.
En 1918, Mushanokōji dio un paso más en el desarrollo de su filosofía yéndose a las montañas de Kijō, Miyazaki en Kyūshū, y estableció una comuna utópica cuasi socialista, Atarashiki-mura (Pueblo Nuevo). Poco después, publicó Kōfukumono (幸福者, Un hombre feliz) (1919), una novela que presentaba su imagen de ideal humano; y Yūjō (友情 'Friendship'?) (友情, La amistad, en 1920), una novela que resalta la victoria de humanismo sobre el ego. Su idealismo aparece en su novela autobiográfica Aru otoko (或る男) (1923) La comuna también publicó su revista literaria propia, Atarashiki-mura, pero este proyecto terminó en 1926, cuando dejó la comuna y relocalizó su proyecto en la prefectura de Saitama.
Tras el  Gran terremoto de Kanto, en 1923, Mushanokōji regresó a Tokyo para presentar una galería de arte, y empezar a vender sus pinturas propias, básicamente, los bodegones sobre calabazas y otros vegetales. La publicación de Shirakaba estuvo suspendida tras el terremoto, pero Mushanokōji presentó la revista literaria Fuji, con el novelista y dramaturgo Nagayo Yoshirō. Durante este periodo, centró su atención en escribir novelas históricas o novelas biográficas, como Ninomiya Sontoku.
Entre los años treinta y cuarenta, se aparta del mundo literario. Animado por su hermano mayor Kintomo Mushanokōji, quién fue embajador japonés en la Alemania Nazi, viajó por toda Europa en 1936. En 1946, le fue adjudicado un asiento en la Cámara de los pares de la Dieta de Japón. Aun así, cuatro meses más tarde fue purgado de la oficina pública por las autoridades de Ocupación americanas, debido a su Dai Tōa Senso Shikan (大東亜戦争私観 'Pensamientos personales sobre la gran guerra de Asia Oriental') (1942), donde apoyaba las acciones del gobierno japonés en Segunda Guerra Mundial.
Mushanokōji retornó al mundo literario con su novela Shinri sensei (真理先生 'Teacher of Truth'?) 'Profesor de la verdad' (1949–1950). Le fue otorgada la Orden de Cultura en 1951, y acabó siendo miembro de la Academia de Arte del Japón en 1952.
Vivió hasta la edad de 90 años falleciendo por uremia en el 東京慈恵会医科大学 un hospital de Medicina en Komae, Tokio. Su tumba está en el Chūō Reien, en la ciudad de Hachiōji, cerca de Tokio. Su casa en Chōfu, Tokyo, donde vivió desde 1955 hasta 1976, ha sido convertida en un museo conmemorativo.